# Александр Зеваэс
Александр Зеваэс (настоящие имя и фамилия — Гюстав Александр Бурсон) (фр. Alexandre Zévaès; 24 мая 1873, Мулен (Алье) — 21 февраля 1953) — французский политический деятель, адвокат, историк.

## Биография
Уже будучи лицеистом примкнул к французскому социалистическому движению, взяв себе псевдоним Зеваэс, образованный из фамилий писателя-анархиста М. Зевако (1860—1918) и социалиста Ж. Валлеса (1832—1885).
В 1890-х годах был членом Французской рабочей партии (марксистской) Ж. Геда.
Получил юридическое образование и работал адвокатом. В 1898—1902 и 1904—1910 — член Палаты депутатов от Рабочей партии.
В период судебного разбирательства по делу Дрейфуса вместе с Ж. Жоресом, Ж. Гедом и Р. Вивиани вёл борьбу против усиления националистических, антисемитских и клерикальных тенденций во внутренней политике Франции.
С 1905 года порвал с рабочим движением. Наряду с работой в социалистических организациях, стал членом Адвокатской палаты Парижа и посвятил себя написанию книг по истории социализма и Третьей республики во Франции.
В 1911 году вместе с А. Брианом, А. Мильераном и Р. Вивиани основал Республиканскую социалистическую партию.
В годы Первой мировой войны занимал социал-шовинистические оборонческие позиции, был адвокатом Р. Виллена, убившего Ж. Жореса. В 1917—1927 годах состоял в Национальной социалистической партии — хотя она объединяла известных социалистов наподобие Г. Эрве и Ж. Аллемана, но имела профашистскую направленность.
В 1930-х годах взгляды А. Зеваэса эволюционировали в левом направлении. На судебном процессе депутатов-коммунистов (20 марта — 3 апреля 1940) был адвокатом обвиняемых.
В феврале 1944 года был арестован немцами и интернирован в тюрьму Френ, где находился до освобождения Парижа в августе 1944 года.
В исторических исследованиях придерживался методологии позитивизма. Автор более 20 книг по истории Третьей французской республики и социалистическому движению во Франции, в которых ввёл в научный оборот богатый фактический материал, дал яркие портреты политических деятелей Франции второй половины XIX — начала XX веков.
Автор книги об Эмиле Золя.
Признавал решающий вклад СССР в победу антигитлеровской коалиции во Второй мировой войне.

## Избранные публикации
- De la semaine sanglante au Congrès de Marseille (1871—1879), Paris, 1911.
- Les Guesdistes, tome 3 de l’Histoire des Partis socialistes en France, Paris, 1911.
- Le syndicalisme contemporain, Paris, 1911.
- Le socialisme en 1912, tome 11 de l’Histoire des Partis socialistes en France, Paris, 1912.
- Auguste Blanqui, patriote et socialiste français, Marcel, 1920.
  - Огюст Бланки. — Пг: Гос. изд-во, 1922. — 240 с.
- Le parti socialiste de 1904 à 1923, tome 12 de l’Histoire des Partis socialistes en France, Paris, 1923.
- Histoire de la Troisième République : 1870 à 1926, Paris, 1926.
  - История Третьей республики. 1870–1926. — М.; Л., 1930. — 399 с.
- Jules Guesde, 1929
- L’affaire Pierre Bonaparte (Le meurtre de Victor Noir), 1929
- La chute de Louis-Philippe : 24 février 1848, 1930
- Au temps du boulangisme, 1930.
- L’Affaire Dreyfus, Paris, 1931
- Jules Vallès, Paris, 1932 .
- Au temps du Seize mai, Paris, 1932
- Les procès littéraires au XIXe siècle, Paris, 1933.
- Le Socialisme en France depuis 1904, Fasquelle, 1934.
- Eugène Pottier et l’Internationale, Paris, 1936
- Les Fusillades de Fourmies, Paris, 1936
- Les Proscrits de la Commune, Paris, 1936
- Jaurès, Hachette, 1938
- Un apôtre du rapprochement franco-allemand : Jean Jaurès, 1941
- Histoire de six ans : 1938—1944, Paris, 1944
- Henri Rochefort, le pamphlétaire, Paris, 1946
- Zola, Paris, 1946
- De l’Introduction du marxisme en France, Paris, 1947.
- Le Cinquantenaire de J’accuse : 13 janvier 1898-13 janvier 1948, Fasquelle, 1948
- Clemenceau, Paris, 1949.